# Onthophagus corrosus
Onthophagus corrosus är en skalbaggsart som beskrevs av Bates 1887. Onthophagus corrosus ingår i släktet Onthophagus och familjen bladhorningar. Inga underarter finns listade i Catalogue of Life.